# Zonza
Zonza is een gemeente in het Franse departement Corse-du-Sud (regio Corsica) en telt 2132 inwoners (2006). De plaats maakt deel uit van het arrondissement Sartène en ligt in het midden van de regio Alta Rocca, hoog op de oever van de rivier de Asinao.
In de omgeving kan men klimmen, raften, zalmvissen en wandelen naar hartenlust.
In 1953 woonde sultan Mohammed V van Marokko in Zonza in ballingschap, maar hij vond het klimaat er te bar en vroeg om overplaatsing naar l'Ile Rousse aan de noordkust van Corsica.

## Geografie
De oppervlakte van Zonza bedraagt 133,3 km², de bevolkingsdichtheid is 16 inwoners per km².
De onderstaande kaart toont de ligging van Zonza met de belangrijkste infrastructuur en aangrenzende gemeenten.

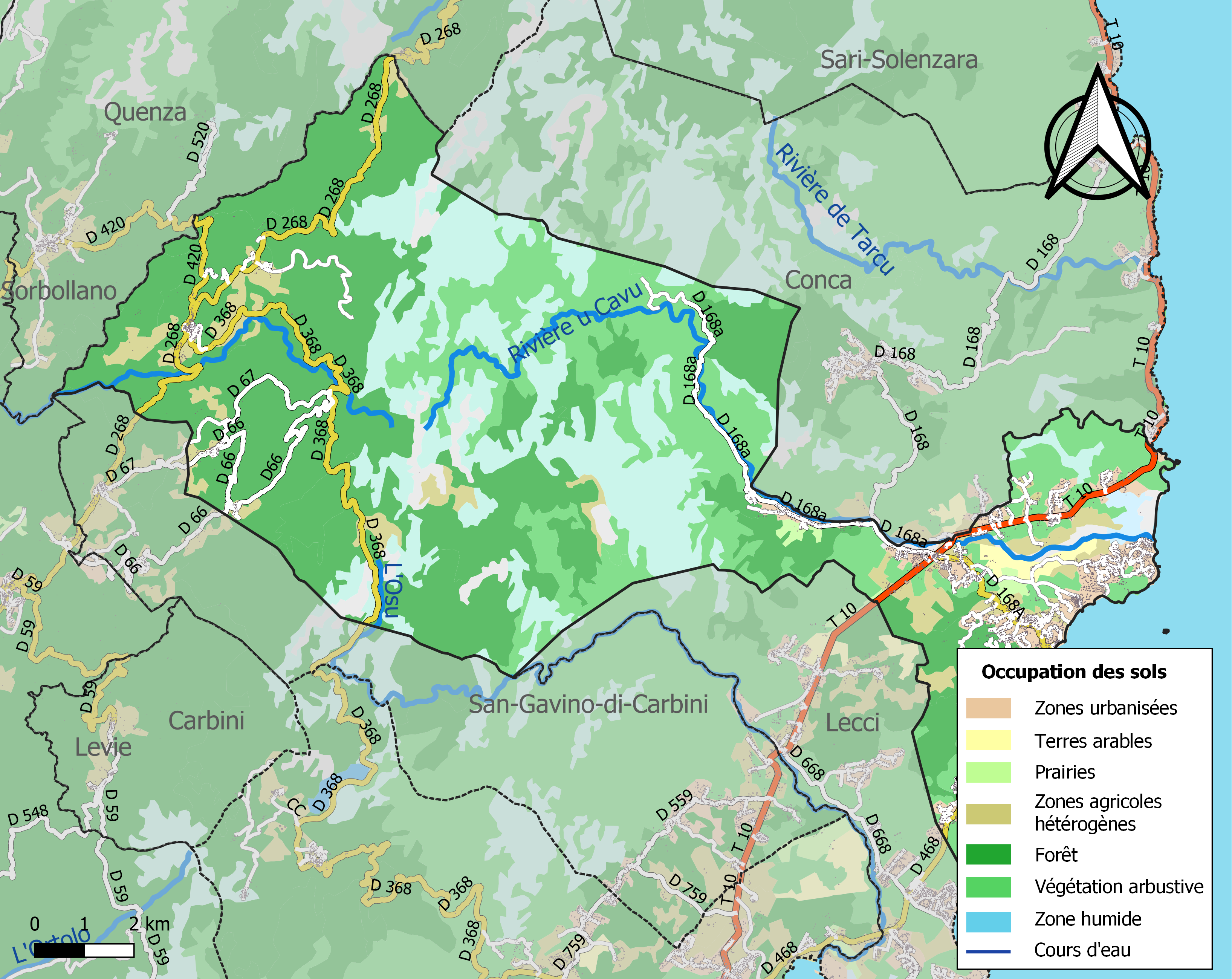

## Demografie
Onderstaande figuur toont het verloop van het inwonertal (bron: INSEE-tellingen).

Vanwege een beveiligingsprobleem met de MediaWiki Graph-software is het momenteel niet mogelijk deze grafiek weer te geven. Zodra de software is bijgewerkt zal de grafiek vanzelf weer zichtbaar worden.
1. ↑  Populations de référence 2022.